# Monsal Dale

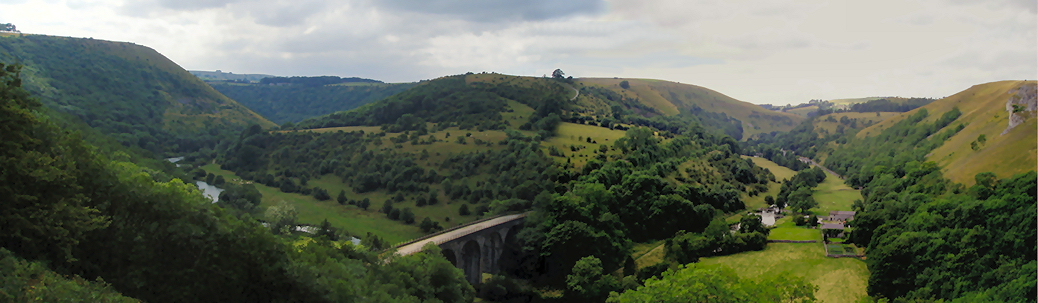
Panorama de Monsal Dale et du viaduc Headstone.

Monsal Dale est une vallée du Derbyshire, en Angleterre, dans la région calcaire de White Peak du parc national de Peak District. Il s'agit d'un site d'intérêt scientifique spécial (SSSI), d'une zone spéciale de conservation (SAC) (1) et fait partie d'un réseau européen appelé Natura 2000. 

## Viaduc Headstone

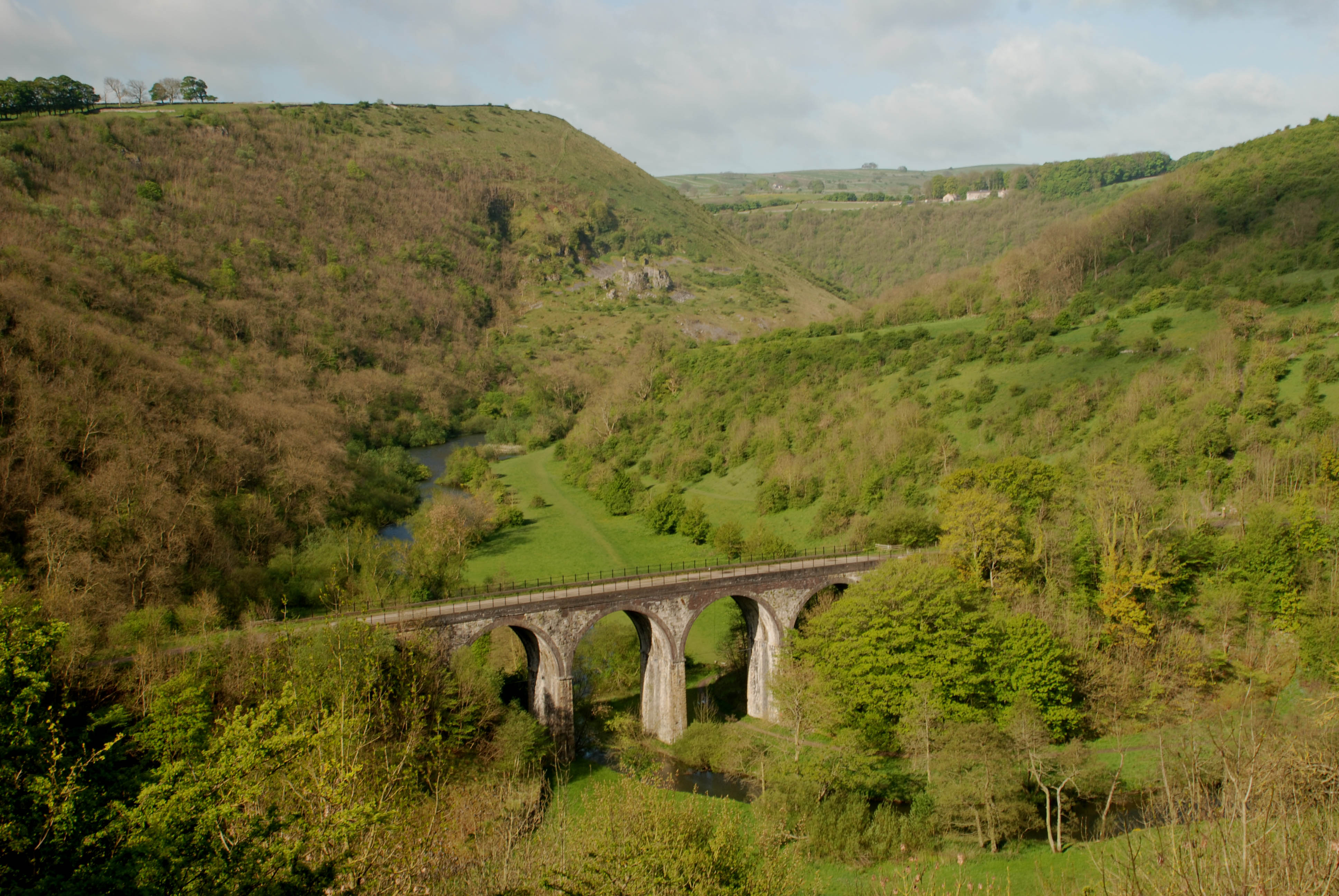
Viaduc Headstone.

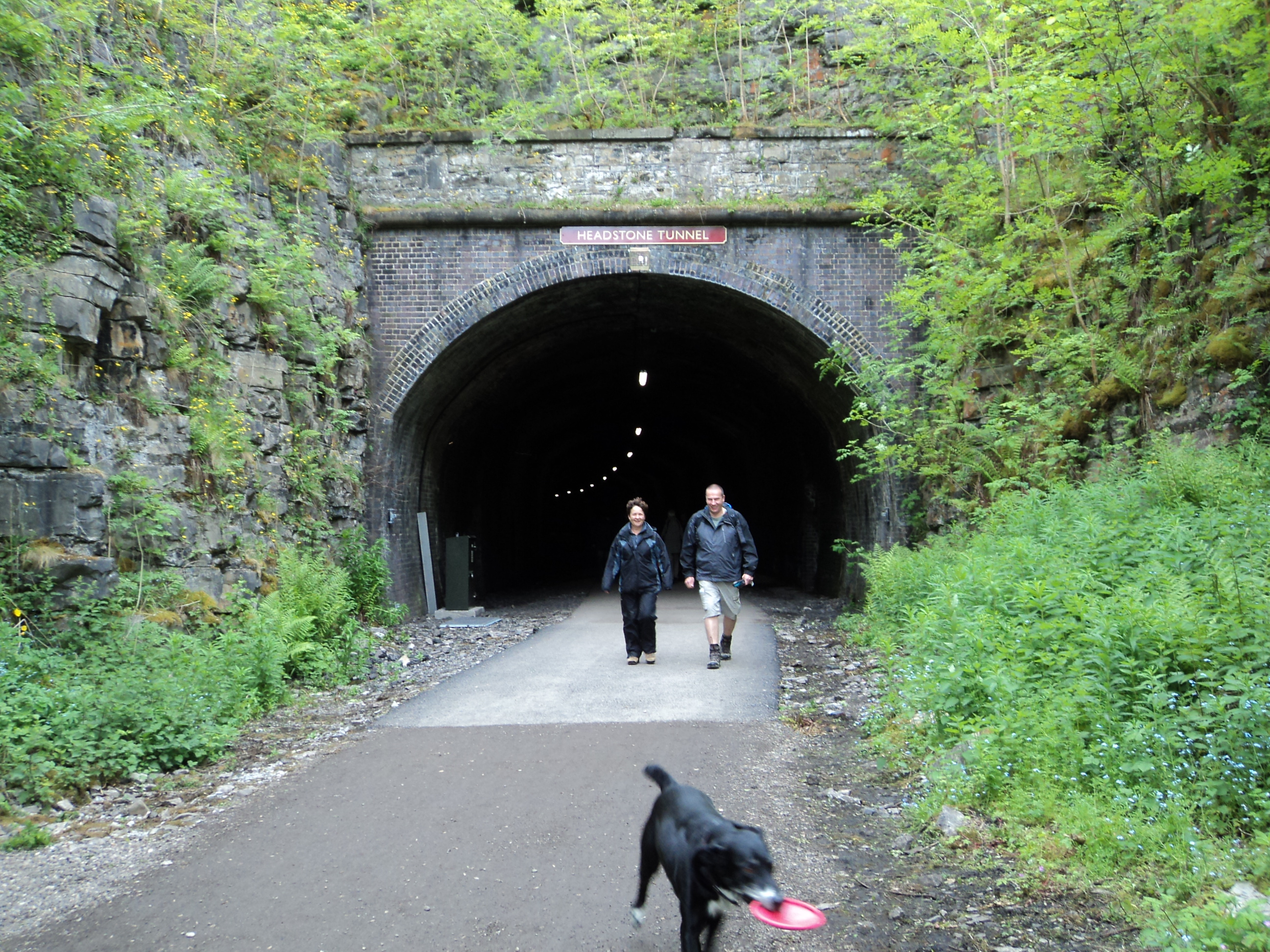
Le tunnel Headstone, à l'extrémité sud du viaduc, a été ouvert au public en mai 2011.

Le viaduc Headstone été construit par la Midland Railway sur la rivière Wye.